# Pohorilți, Zolociv
Pohorilți (în ucraineană Погорільці) este un sat în comuna Pidhaiciîkî din raionul Zolociv, regiunea Liov, Ucraina.

## Demografie
Componența lingvistică a localității Pohorilți
     Ucraineană (100%)
Conform recensământului din 2001, toată populația localității Pohorilți era vorbitoare de ucraineană (100%).